# Alció xocolata
L'alció xocolata (Halcyon badia) és una espècie d'ocell de la família dels alcedínids (Alcedinidae) que habita les zones de selva humida d'Àfrica central i Occidental, des de Sierra Leone cap a l'est fins a l'oest d'Uganda i cap al sud fins fins a l'extrem septentrional d'Angola.